# 朴三喆
朴 三喆（パク・サムチョル、朝鮮語: 박삼철、1929年2月13日 - 2000年1月2日）は、大韓民国の官僚、政治家、陸軍軍人。第9代韓国国会議員。

## 経歴
全南順天出身。慶南大学校医科卒。漢陽大学校産業大学院修了。1950年に陸軍将校任官、1960年に歩兵第30師団憲兵参謀を経て、大韓体育会重量挙げ連盟副会長、中央情報部全南支部長・安全局長、アジア国会議員連合（APU）韓国代表、韓日議員連盟韓国代表、民主共和党地域開発委員などを務めた。